# Сокол, Святослав Михайлович
Святослав Михайлович Сокол (22 марта 1946, Толочинский район, Витебская область — 3 декабря 2022) — российский политический деятель, депутат Государственной думы Российской Федерации II, III, V и VI созывов, член ЦК КПРФ, первый секретарь Санкт-Петербургского горкома КПРФ (до 2013 года). Член Президиума ЦК КПРФ в 2004—2008 и 2013—2017 гг.

## Биография
Родился 22 марта 1946 года в селе Букареве, Толочинский район, Витебская область Белорусской ССР (ныне Беларусь).
Окончил Ленинградский топографический техникум (1966), Московский институт инженеров геодезии, аэрофотосъёмки и картографии (1974).
Кандидат технических наук.
Член редакционного совета радиогазеты «Слово».
С 3 июля 2004 по 30 ноября 2008 — член Президиума ЦК КПРФ. На XIII съезде КПРФ в ноябре 2008 вновь был избран членом ЦК.
Депутат Государственной думы Российской Федерации 2-го, 3-го, 5-го и 6-го созывов. На пленарном заседании Госдумы 5 декабря 2008 года потребовал сохранить уникальную звероферму — племенной завод «Пушкинский». Захват зверофермы был предотвращён.
С 22 февраля 2003 по октябрь 2004 и с 1 февраля 2009 года по 28 сентября 2013 года — первый секретарь Санкт-Петербургского горкома КПРФ. С 24 февраля 2013 года по 27 мая 2017 года вновь избирался членом Президиума Центрального комитета КПРФ.
На выборах в Государственную думу Федерального Собрания РФ VII созыва (2016 год) баллотировался по 217-му Юго-Восточному одномандатному избирательному округу, набрал 12,73 % (3 место) город Санкт-Петербург.
Скончался от инфаркта 2 декабря 2022 года.